# Génesis de Viena

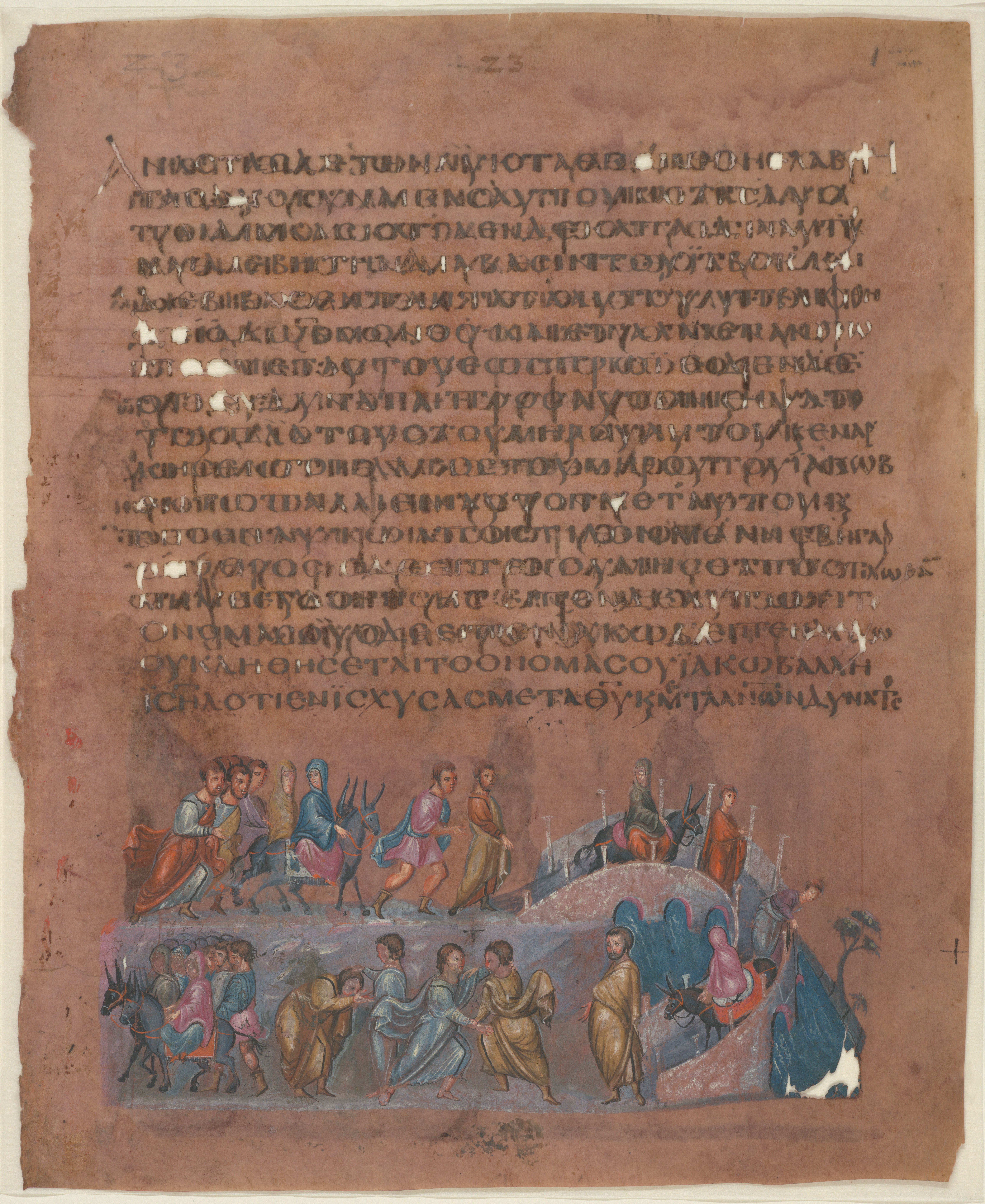
Fólio 12 do Génesis de Viena, A Vida de Jacó.
Narração contínua: Para aproveitar o reduzido espaço destinado à ilustração, os acontecimentos não se desenrolam sempre em bandas horizontais sobrepostas, mas sim seguindo uma linha curva onde as cenas se sucedem sem interrupção, o que leva à multiplicação de uma mesma figura numa só ilustração.

O Génesis de Viena (Österreichische Nationalbibliothek, Viena) é um manuscrito iluminado, provavelmente produzido na Síria na primeira metade do século VI, e é o mais antigo e preservado códice ilustrado bíblico.
O texto, frequentemente abreviado, é um fragmento do Livro do Génesis com base na tradução grega septuaginta. Sobreviveram 24 fólios, cada um com uma miniatura na base de cada uma das páginas, mas crê-se que o manuscrito poderá ter sido composto originalmente por 96 fólios e 192 iluminuras. O texto está escrito em unciais, tipo de escrita romana caracterizada pelo uso de letras grandes, que se utiliza também nestes textos religiosos paleocristãos, mas com letra menor. É utilizada tinta prateada sobre pergaminho de pele de vitelo tingida de púrpura vivo, tonalidade também usada para tingir tecidos imperiais.
As ilustrações são de carácter naturalista, estilo adaptado da pintura romana do mesmo período. O formato é de transição entre as pequenas ilustrações isoladas e sem moldura encontradas em manuscritos de rolo, e as posteriores ilustrações encontradas em códices.
Cada ilustração na base de uma página pode estar emoldurada ou não, e pode incluir dois ou mais episódios de uma mesma história. Resultado disto é a representação de uma mesma figura várias vezes ao longo de uma só ilustração (ver imagem à direita). Existem também cenas e pessoas que não são mencionadas no Livro do Génesis, e que podem ser fruto de elaborações populares da história.
O Génesis de Viena pode originar do mesmo local e do mesmo período que o Codex Sinopensis e o Codex Rossanensis. Na galeria a seguir podem-se comparar na banda horizontal superior alguns fólios do Génesis de Viena com exemplos do Codex Sinopensis e Rossanensis na banda horizontal inferior.

## Comparação: Génesis de Viena, Codex Sinopensis e Codex Rossanensis

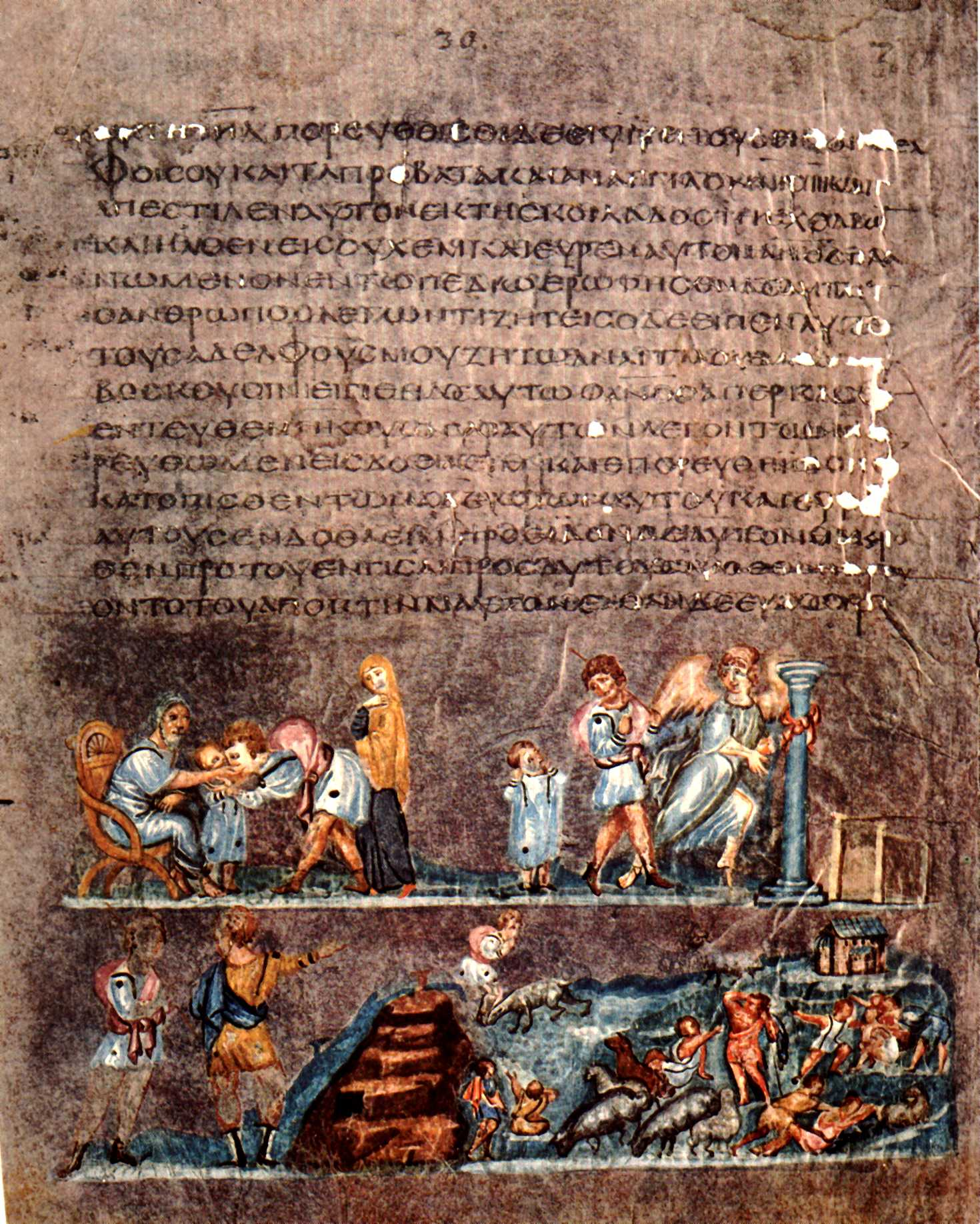
A Partida de Jacó
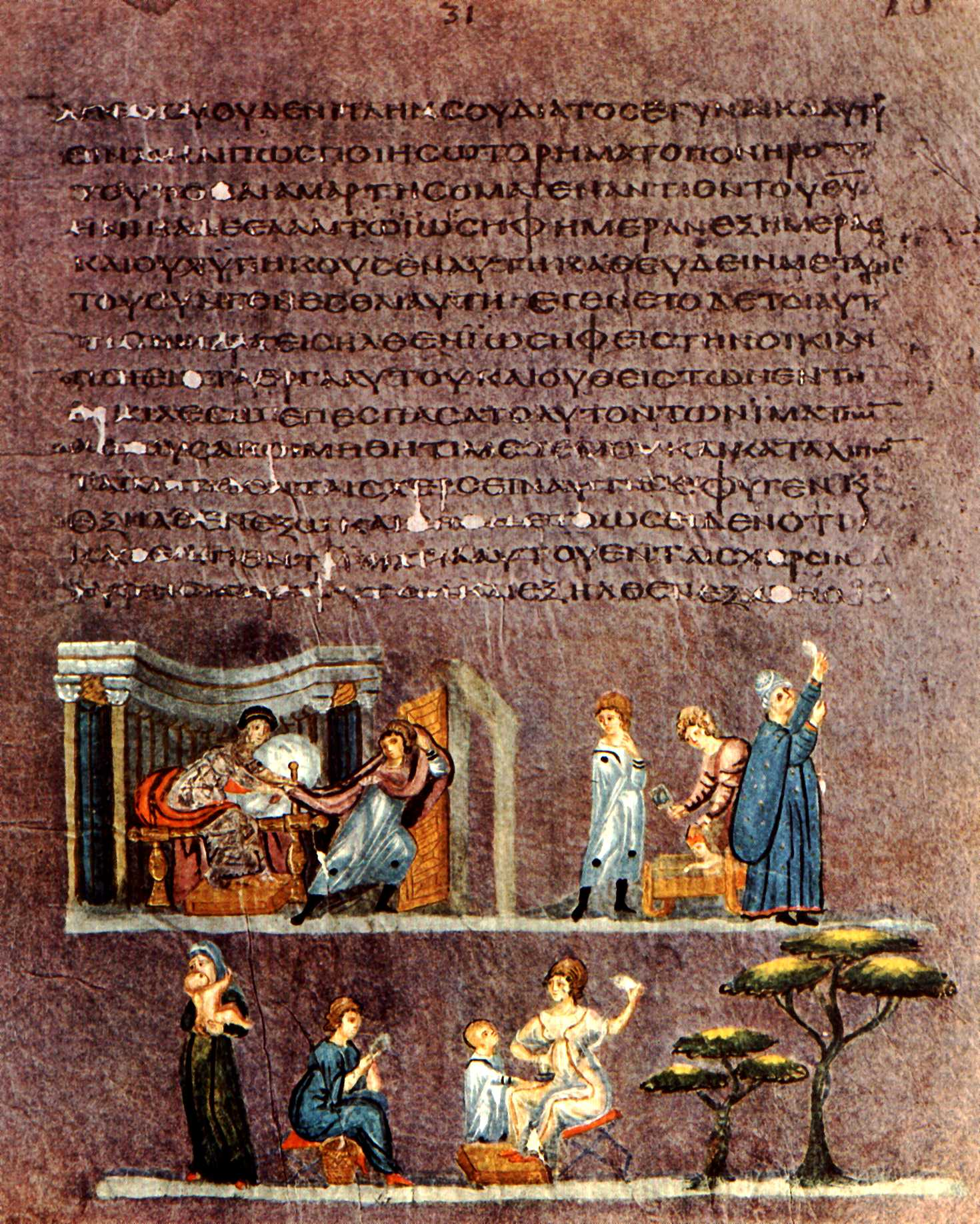
A Tentação de Jacó
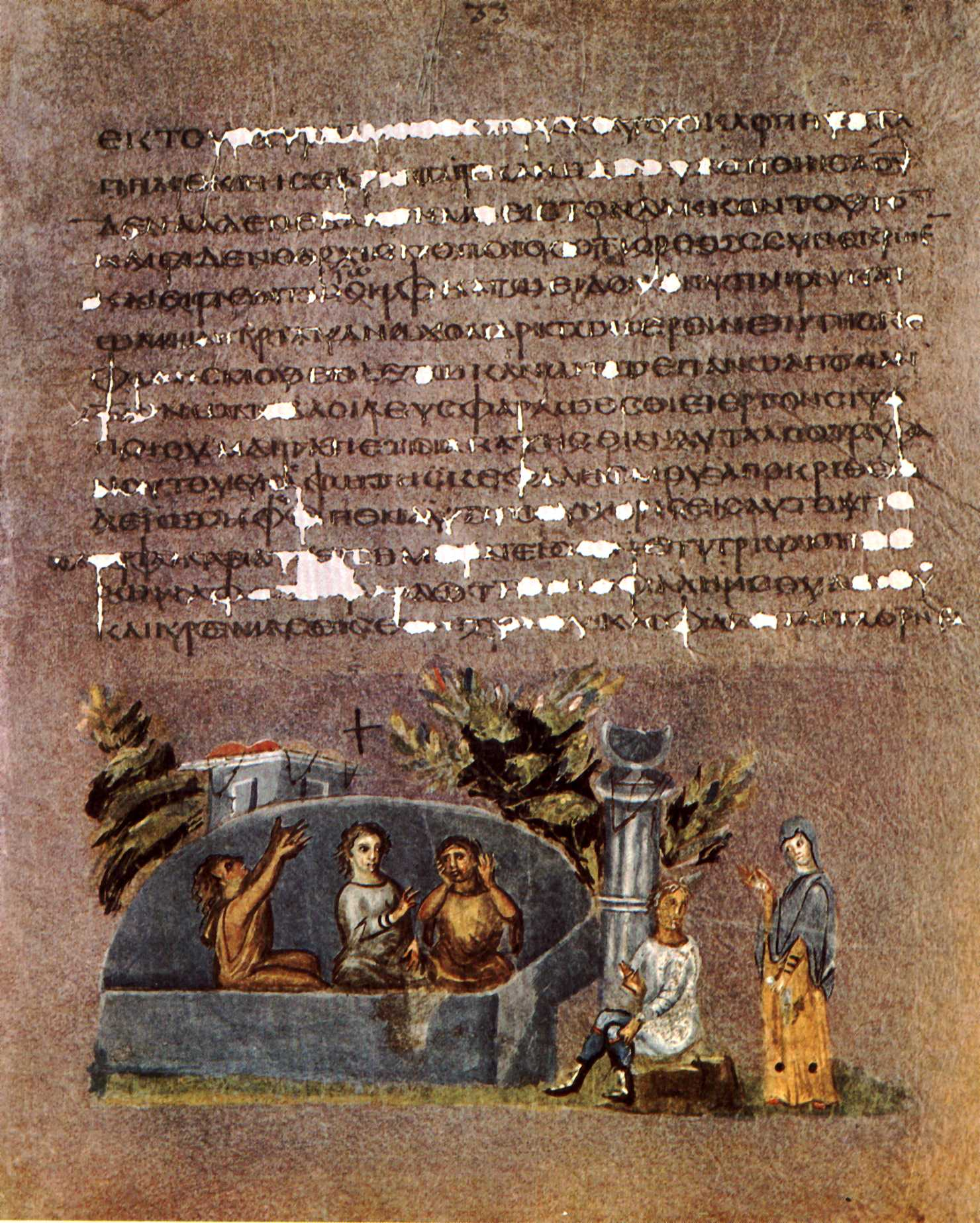
Jacó aprisionado
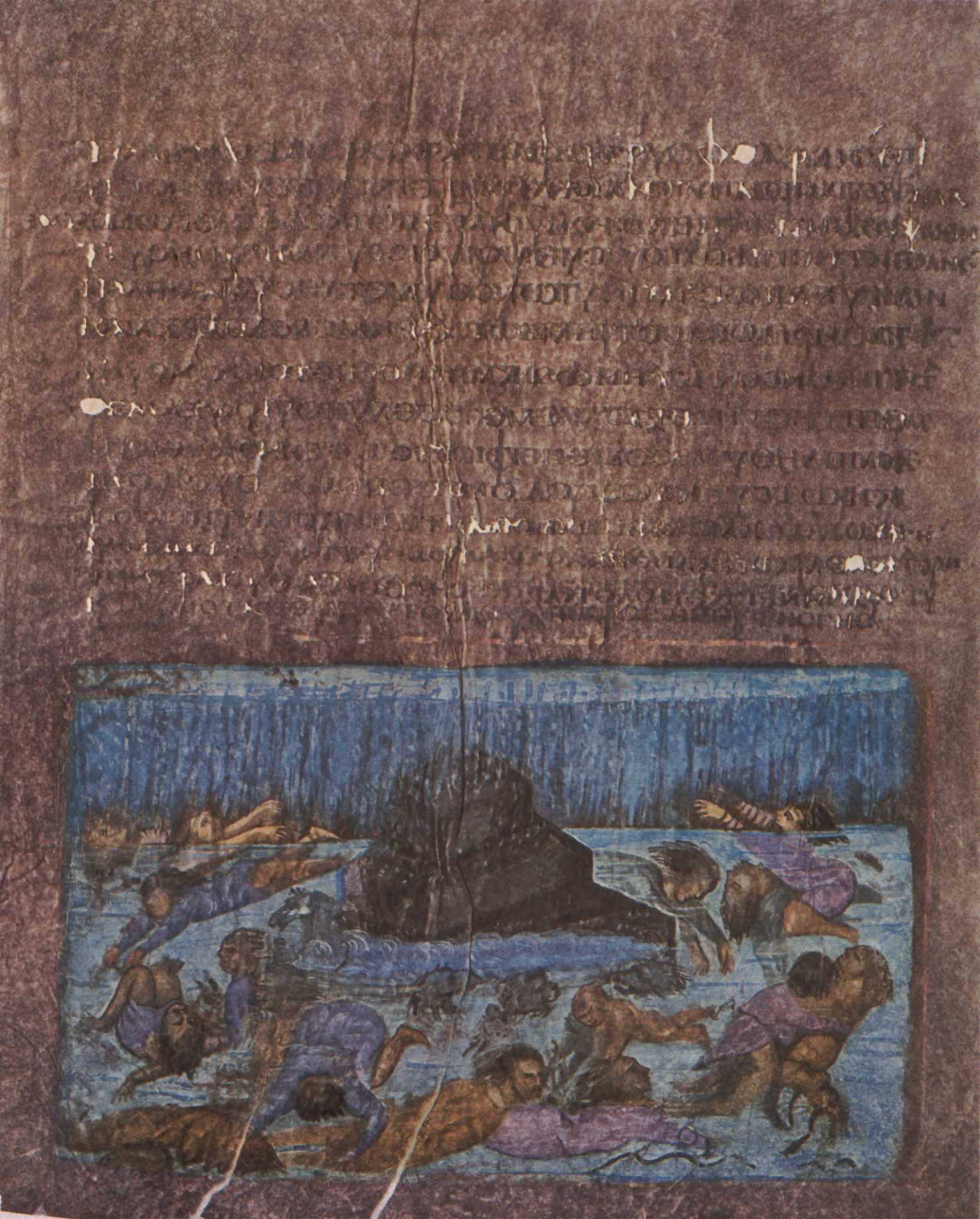
O Dilúvio
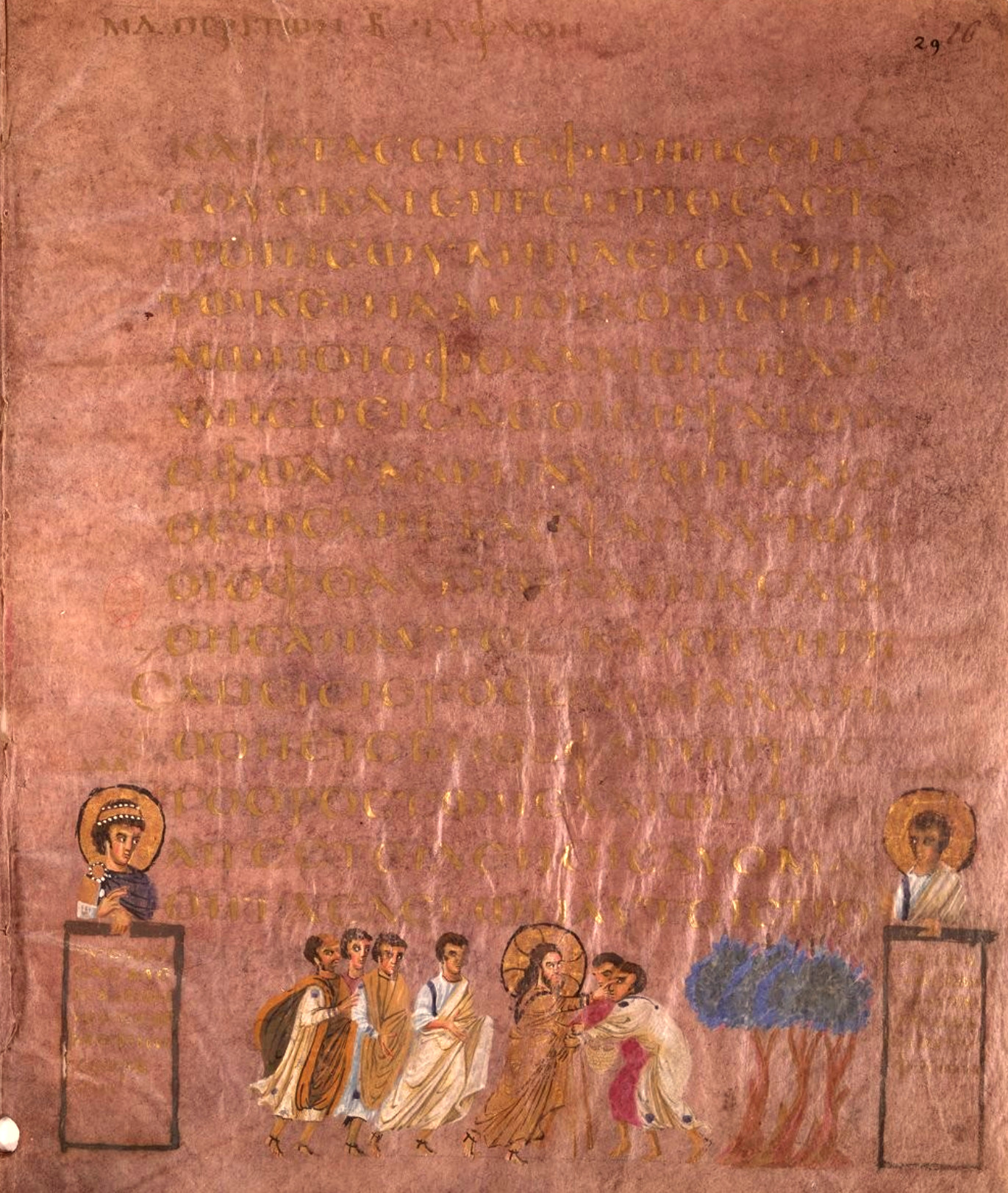
Codex Sinopensis, Cristo curando um Cego
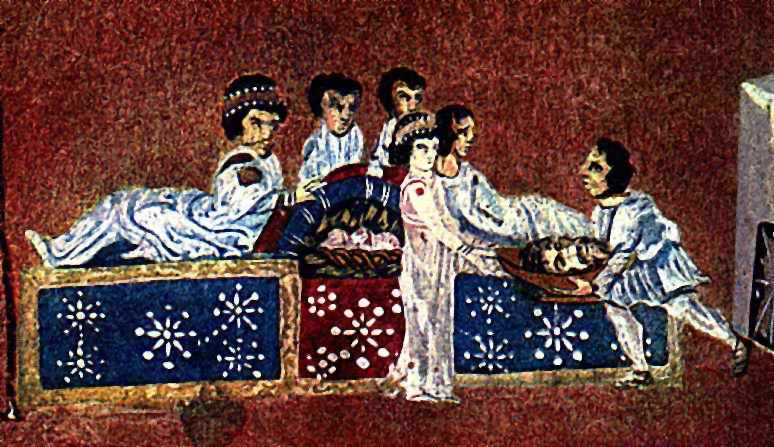
Codex Sinopensis, Decapitação de João Baptista
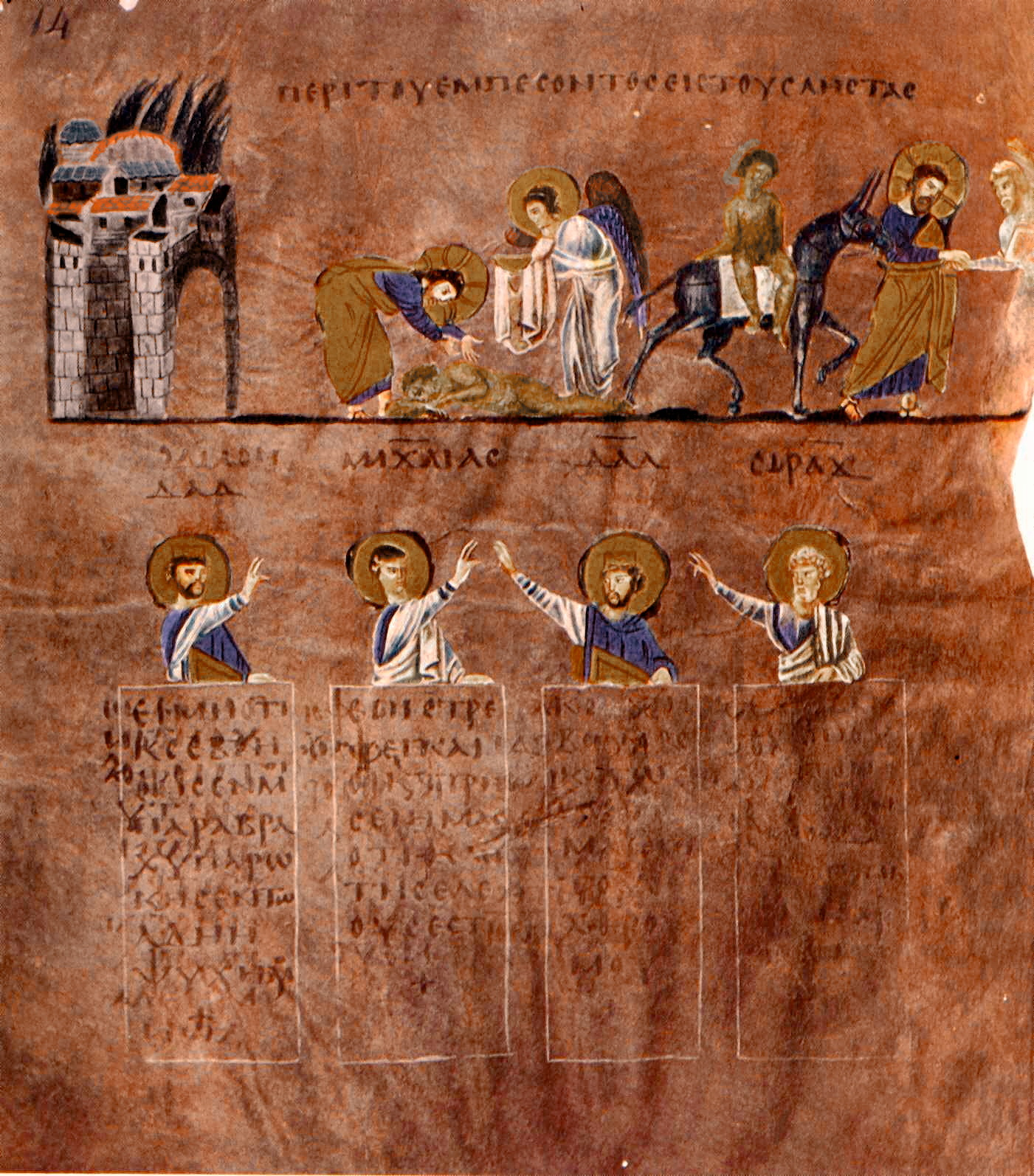
Codex Rossanensis, O Bom Samaritana
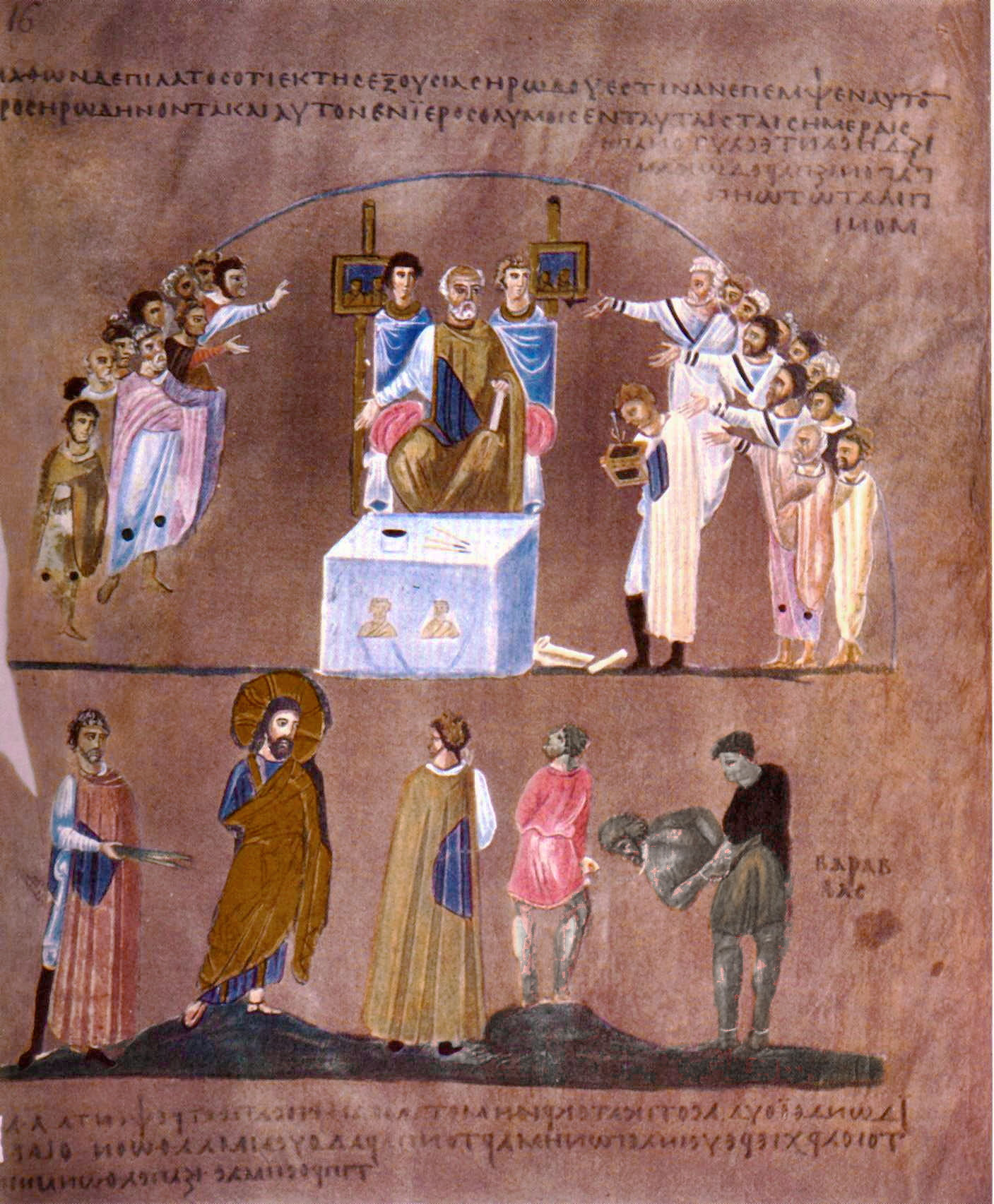
Codex Rossanensis, Cristo frente a Pilatos